# Stazione di Saumur
La stazione di Saumur (in francese Gare de Saumur) è la principale stazione ferroviaria di Saumur, Francia.